# Microbisium manicatum
Espèce
Synonymes
- Obisium manicatum L. Koch, 1873

Microbisium manicatum est une espèce de pseudoscorpions de la famille des Neobisiidae.

## Distribution
Cette espèce se rencontre en Grèce, en Géorgie, en Roumanie, en Hongrie, en Italie, en France et en Espagne.

## Systématique et taxinomie
Cette espèce a été décrite sous le protonyme Obisium manicatum par L. Koch en 1873. Elle est placée dans le genre Microbisium par Beier en 1932.

## Publication originale
- L. Koch, 1873 : Uebersichtliche Dartstellung der Europäischen Chernetiden (Pseudoscorpione). Bauer und Raspe, Nürnberg, p. 1-68 (texte intégral).